# Cucumis kirkbridei
Cucumis kirkbridei är en gurkväxtart som beskrevs av Ghebret. och Thulin. Cucumis kirkbridei ingår i släktet gurkor, och familjen gurkväxter. Inga underarter finns listade i Catalogue of Life.